# Topo Gigio
Topo Gigio ist eine fiktive anthropomorphe Maus, ursprünglich die Hauptfigur eines Kinderpuppenspiels im italienischen Fernsehen der frühen 1960er Jahre.

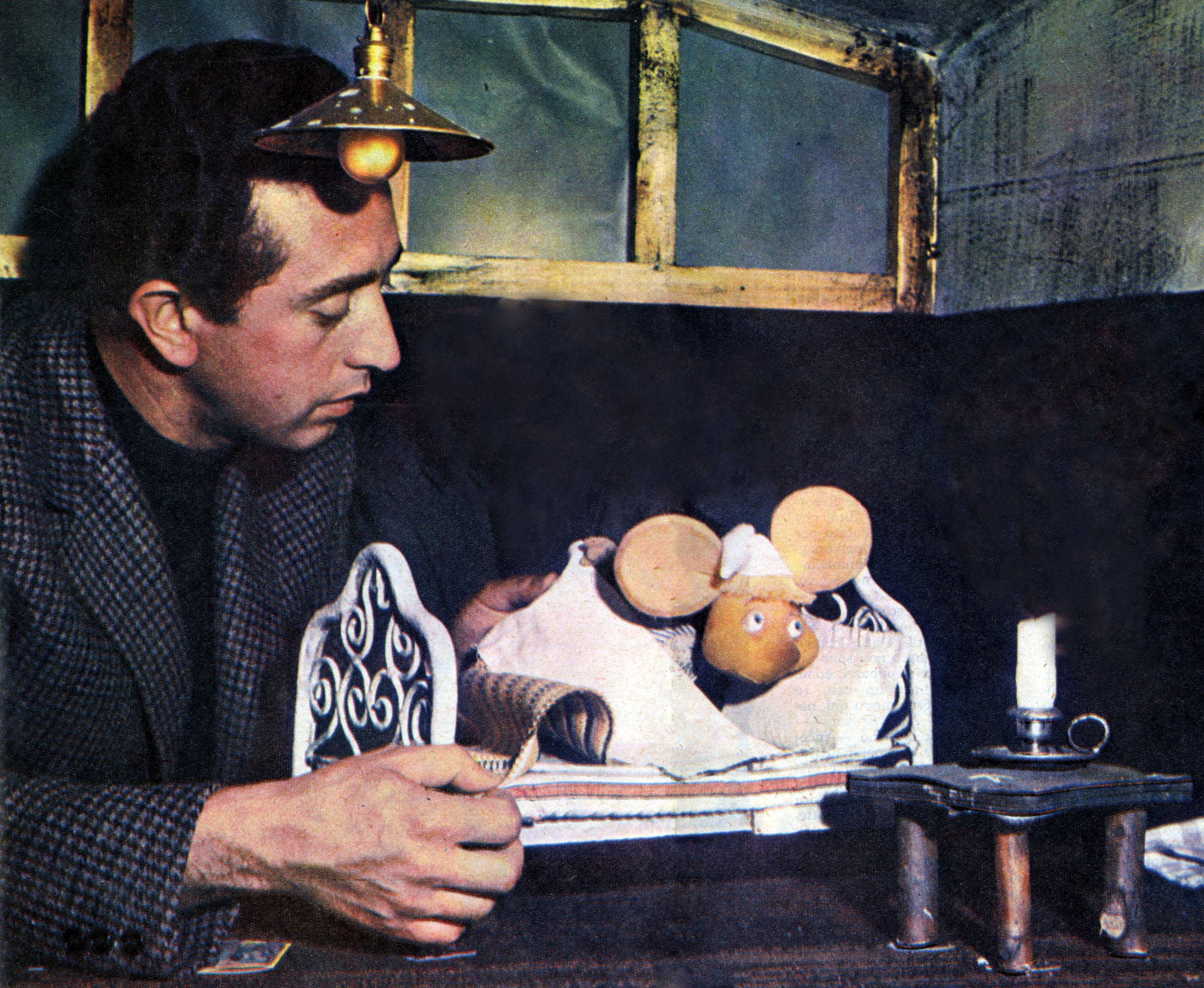
Peppino Mazzullo und Topo Gigio

Die Figur, die 1958 von der Künstlerin Maria Perego, ihrem Ehemann Federico Caldura und ihrem Künstlerkollegen Guido Stagnaro geschaffen wurde, debütierte 1959 auf Rai und wurde üblicherweise von den Schauspielern Giuseppe „Peppino“ Mazzullo und später Davide Garbolino gesprochen. Sein Name bedeutet wörtlich „Louie Maus“, da Topo das italienische Wort für „Maus“ und Gigio ein Spitzname für Luigi („Louis“) ist.
Topo Gigio war in Italien viele Jahre lang beliebt: nicht nur im Fernsehen, sondern auch in Comics wie dem klassischen Corriere dei Piccoli, in Zeichentrickfilmen, Merchandising und Filmen. Die Popularität der Figur verbreitete sich weltweit, nachdem sie 1963 in der Ed Sullivan Show in den USA zu sehen war.
Topo Gigio hat auch heute noch Fans und ist zu einer Ikone der italienischen Popkultur geworden. Er tritt regelmäßig beim Festival Zecchino d’Oro und anderen Programmen von Antoniano und der Rai auf. Die Figur brachte außerdem zwei Spielfilme hervor: „Die magische Welt des Topo Gigio“ (1965) und „Topo Gigio und der Raketenkrieg“ (1967), sowie zwei Zeichentrickserien, die 1988 bzw. 2020 erstmals ausgestrahlt wurden. Die Puppe ist in vielen weiteren Ländern aufgetreten.

## Die Figur
Topo Gigio wurde 1958 von der Künstlerin „Madame“ Maria Perego und Guido Stagnaro geschaffen und spielte Anfang der 1960er Jahre die Hauptrolle in einer italienischen Kinderfernsehshow. Er ist bis heute ein fester Bestandteil der italienischen Popkultur und tritt regelmäßig auf italienischen Festivals auf.
Topo Gigio erfreute sich in seinem Heimatland großer Beliebtheit und wurde nach seinen wiederkehrenden Auftritten ab 1963 in der Ed Sullivan Show in den USA zu einer weltweiten Sensation. Erschaffen von einer Truppe italienischer Puppenspieler, waren vier Personen nötig, um die 25 cm große Figur zum Leben zu erwecken: drei für die Steuerung und einer für die Stimmgebung. Die Puppe stand auf einer speziellen „Limbo“-Bühne mit schwarzen Samtvorhängen, die so konzipiert waren, dass sie möglichst viel Umgebungslicht absorbierten und so die ebenfalls von Kopf bis Fuß schwarz gekleideten Puppenspieler verbargen. Jeder Puppenspieler bediente mithilfe mehrerer (ebenfalls schwarz lackierter) Holzstäbe einen anderen Teil von Gigios Schaumgummikörper. Die Illusion war bemerkenswert, denn im Gegensatz zu herkömmlichen Handpuppen schien Topo Gigio tatsächlich auf seinen Füßen zu laufen, zu singen, subtile Handgesten zu machen und sogar Ed Sullivans Arm hinaufzuklettern und sich auf dessen Schulter zu setzen. Sorgfältige Beleuchtung und Kameraeinstellungen machten die „schwarze Kunst“-Illusion perfekt für das Fernsehpublikum. Bei mindestens einem Auftritt forderte Ed die Puppenspieler jedoch auf, herauszukommen und sich zu verbeugen, wodurch ihr schwarz gekleidetes Äußeres enthüllt wurde (wobei er Gigios Mechanismen geschickt verbarg, um das Geheimnis zu verbergen). In über fünfzig Auftritten in der Show erschien die Maus auf der Bühne und begrüßte Sullivan mit „Hallo, Eddie!“. Gigio sprach gelegentlich über seine Freundin Rosie. Seine wöchentlichen Besuche beendete Gigio mit dem trällernden „Eddie, gib mir einen Gutenachtkuss!“ (ausgesprochen „Keesa me goo'night!“). Topo Gigio beendete 1971 Sullivans letzte Show.
In der ersten Hälfte der 1960er Jahre (insbesondere 1964) trat Topo Gigio auch in einer Fernsehmusikshow des britischen Sängers Chris Howland auf, sowohl in Österreich als auch in Deutschland.
In Großbritannien trat Topo Gigio 1965 zum ersten von vielen Malen in der ITV-Sendung „Sunday Night“ im London Palladium mit Jimmy Tarbuck (Moderator), Nina & Frederik und Lonnie Donegan auf.
In Hispanoamerika wurde Topo Gigio 1968 ein Riesenerfolg mit Braulio Castillo, Raúl Astor (Raúl Ignacio Spangenberg) und später Julio Alemán. Die Show wurde in Peru und später in Mexiko produziert. Die Figur ist im italienisch- und spanischsprachigen Raum bis heute beliebt.
1969 wurde in Österreich und der Schweiz eine Kinderfernsehsendung mit dem Titel „Cappuccetto und ihre Abenteuer“ ausgestrahlt. In der Serie trat Cappuccetto mit ihren Freunden Lupo Lupone, Professor Lhotko, einem Fuchs, einigen Waldtieren, ihrer Großmutter und einer Musikband mit fünf Pilzen auf, die Gitarre spielten und sangen.
Die Figur wurde auch in Spanien, Portugal, Japan und Brasilien eingeführt. Topo Gigio, eine von Nippon Animation produzierte Zeichentrickserie, lief 1988 zwei Staffeln lang in Japan. 1979 bekam Topo Gigio seine eigene Fernsehsendung im portugiesischen Fernsehen, mit der Stimme von António Semedo. Später trat er regelmäßig in der Serie Sequim d 'Ouro' auf, und im Jahr 2000 wechselte Topo Gigio zu Big Show SIC, produziert von Ediberto Lima. Von dort aus erwarb Ediberto die Rechte an der Figur in der arabischen Welt und verhandelte 2003 über eine Varieté-Show auf MBC1. Im Juli 2003 wurde in Kairo ein Zweijahresvertrag unterzeichnet, der 49 Sendungen (in sieben Staffeln zu je sieben) vorsah, während die einzelnen Segmente in Beirut gedreht wurden.
Im April 2020 wurde eine italienische Zeichentrickserie auf RaiPlay veröffentlicht. Sie war die letzte Medienproduktion mit Bezug zu Topo Gigio, die von Perego betreut wurde, der etwa zur Zeit des Produktionsendes der Serie verstarb.
Topo Gigio führte beim Sanremo-Festival zusammen mit Lucio Corsi das Lied Nel blu, dipinto di blu von Domenico Modugno auf und war der italienische Sprecher im Finale des Eurovision Song Contest 2025, somit präsentierte die Ergebnisse der italienischen Jury.